# Serpuchowski Awtomobilny Sawod

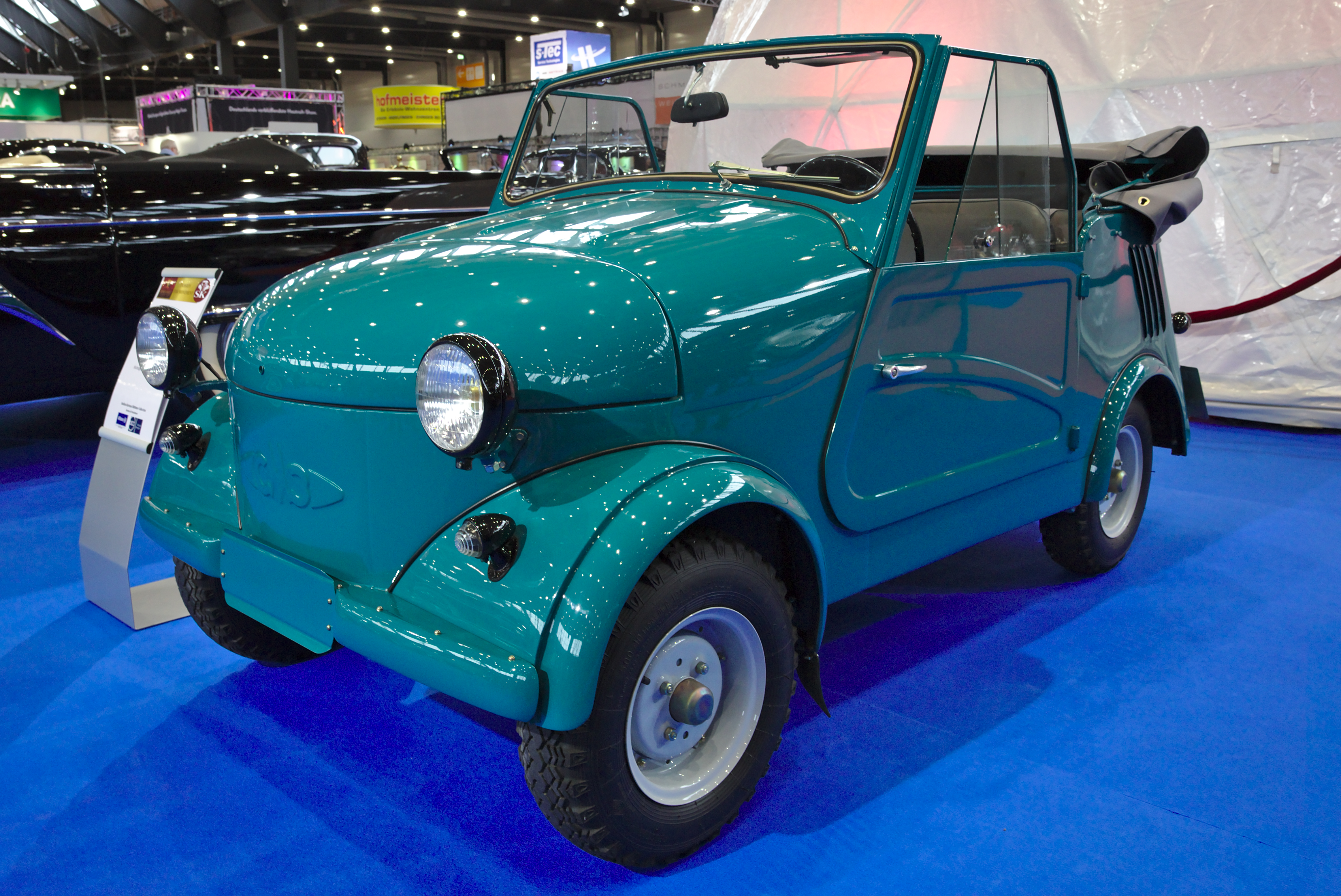
SZA

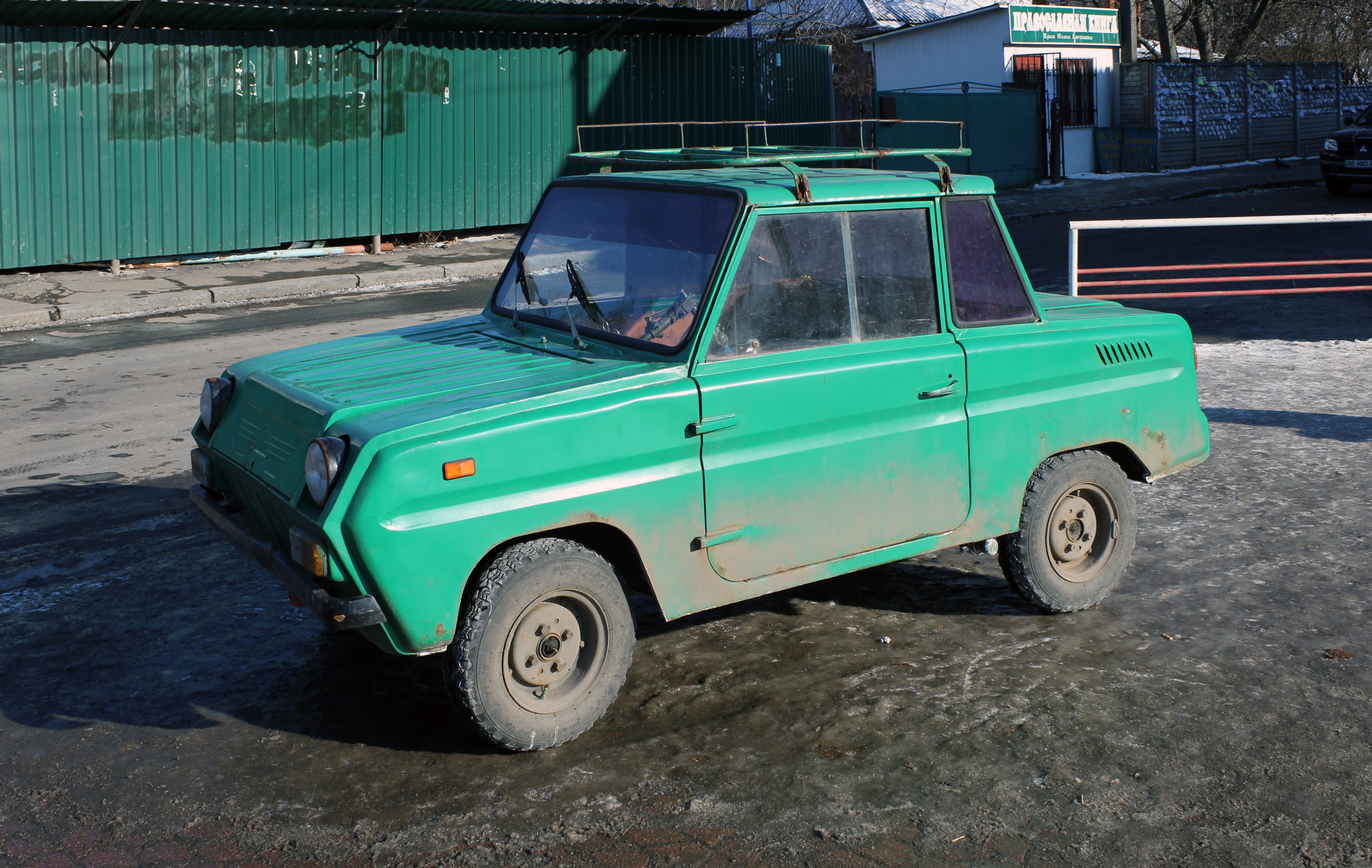
SZD

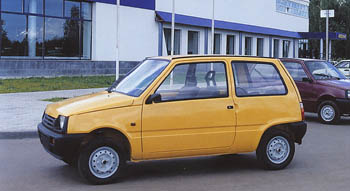
Oka

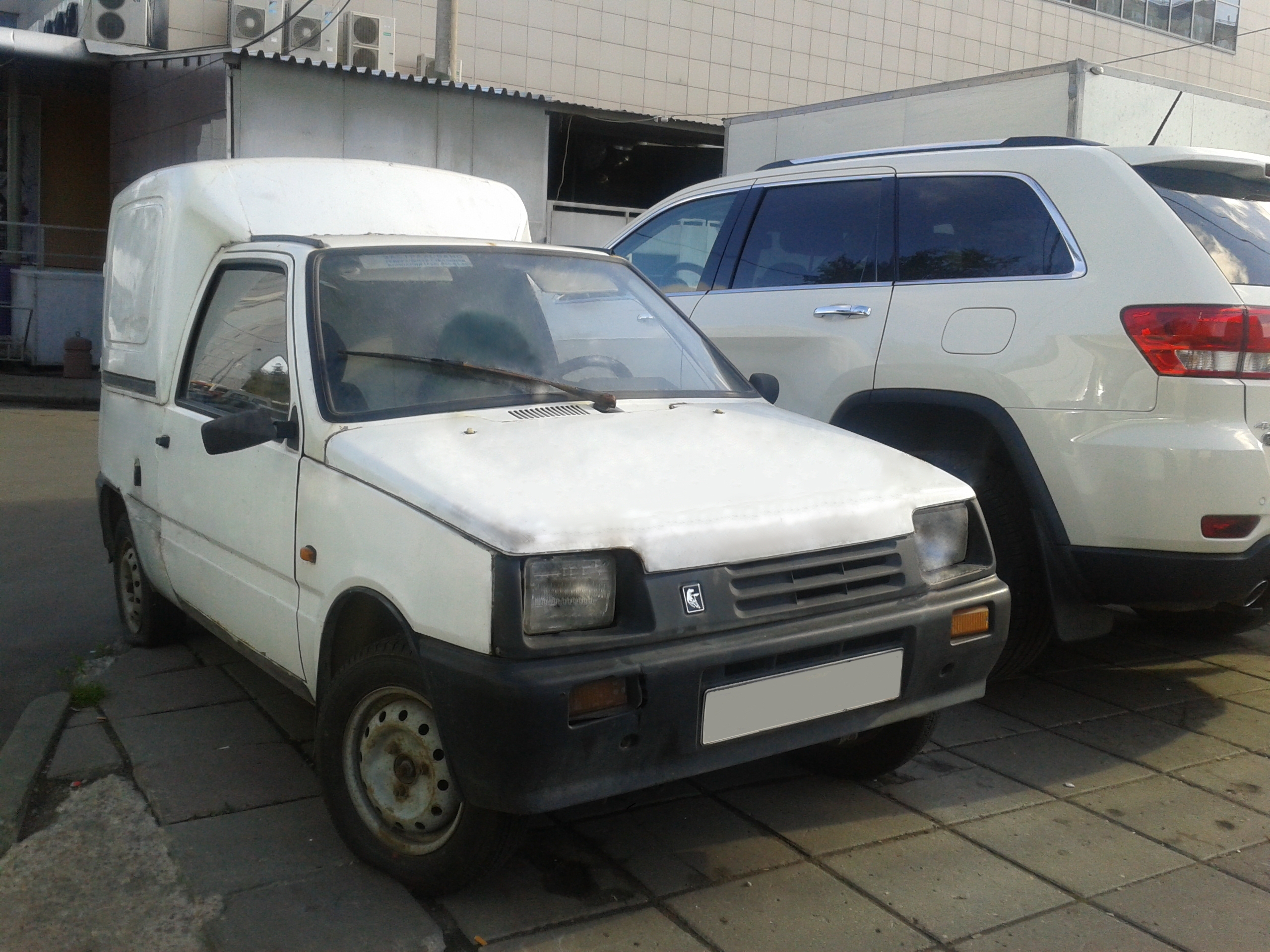
Oka mit Lieferwagenaufbau

Serpuchowski Awtomobilny Sawod (SeAS, englisch SeAZ) (russisch Серпуховский Автомобильный Завод (СеАЗ)), ist ein großes Ingenieurunternehmen aus Serpuchow in der Russischen Föderation.

## Unternehmensgeschichte
Das Unternehmen wurde 1939 als Serpuchowski Motocikletny Sawod, kurz SMS (englisch SMZ), zur Produktion von Motorrädern gegründet. Ab 1952 stellte das Unternehmen auch Kleinstwagen her. Abnehmer waren überwiegend Körperbehinderte. Der Markenname lautete zunächst SMS, ab 1990 SeAS. Etwa gleichzeitig erfolgte die Umbenennung des Unternehmens in Serpuchowski Awtomobilny Sawod.

## Fahrzeuge

### S 1 L und SZL
Das erste Modell war der von 1952 bis 1955 in geringer Zahl hergestellte S 1 L. Für den Antrieb sorgte ein Einzylinder-Zweitaktmotor im Heck mit 123 cm³ Hubraum und 4 PS (3 kW) Leistung. Die Höchstgeschwindigkeit war mit 35 km/h angegeben. Der zwischen 1955 und 1958 entwickelte SZL blieb im Prototypenstadium stecken. Beides waren Dreiräder mit dem einzelnen Rad hinten.

### SZA
1958 folgte der SZA, auch SAZ geschrieben, mit vier Rädern und einem Verdeck aus Segeltuch. Mit seinen ausgestellten vorderen Kotflügeln und freistehenden Scheinwerfern ähnelte dieses Fahrzeug Autos der 1930er Jahre. Es bot Platz für zwei Personen und etwas Gepäck. Auf Wunsch war auch eine geschlossene Karosserie lieferbar. Der luftgekühlte Einzylindermotor leistete etwa 10 PS (7 kW) Leistung. Die Produktion lief bis 1970.

### SZD
1971 folgte der SZD mit einer kantigen Pontonkarosserie. Der Einzylindermotor hatte 346 cm³ Hubraum. Die Produktion lief bis 1990. Alleine im Jahr 1989 entstanden 10.348 Exemplare.

### Oka
1990 begann das Unternehmen mit der Produktion des Oka, der zuvor bereits von KAMAZ produziert wurde. Dieser war ein moderner Kleinwagen mit Frontmotor und Frontantrieb. Später wurde Oka auch zum Markennamen. 2008 endete die Produktion. Inzwischen arbeitet das Werk nur noch als Zulieferer.